# Jordan Plevneš
Jordan Plevneš (en macédonien Јордан Плевнеш), né le 29 octobre 1953 à Sloeštica, est un écrivain, dramaturge et poète macédonien,.

## Biographie
Il est né dans le village de Sloeštica, dans le sud-ouest de l'actuelle Macédoine du Nord (à l'époque en Macédoine yougoslave), où il a terminé sa formation de base. Il a terminé l'école secondaire à Bitola et son baccalauréat à la faculté de philologie de Skopje.
Il a terminé des études de troisième cycle à l'Université de la Sorbonne et à l'Université Saints-Cyrille-et-Méthode de Skopje sur le thème de l'Art dramatique traditionnel macédonien.
Il est considéré comme l'un des acteurs majeurs de la scène culturelle dans les Balkans.
Entre 2000 et 2005, Jordan Plevnes est l'ambassadeur de la République de Macédoine en France, en Espagne et au Portugal. En 2006, il est nommé vice-président du comité international de l'UNESCO pour le dialogue entre les civilisations.
Il défend l'idée que la Macédoine du Nord est un enjeu important pour l’Europe  et revendique souvent le caractère européen des balkans
Il est le fondateur du prix mondial de l'humanisme, puis de l'Académie d'Ohrid pour l'humanisme en Macédoine (2007), avec Liljana Kotevska Plevnes, Zoran Veljanovski Letra et plusieurs intellectuels macédoniens. En 2018 il co-fonde avec Frederic Fappani von Lothringen le prix jeunesse de ce même prix.
En 2017, il a été à l'initiative de la relance du Prix cinématographique Frédéric Rossif créé en 1991. Le prix 2017 a été attribué à Kiro Urdin,